# Festival Biarritz Amérique latine 2020
Le Festival Biarritz Amérique latine 2020, 29e édition du festival, se déroule du 28 septembre au 4 octobre 2020.

## Déroulement et faits marquants
Le 3 octobre 2020, le palmarès est dévoilé : le film argentin Ofrenda de Juan Mónaco Cagni remporte l'Abrazo d'or du meilleur film. Le prix du jury est décerné au film La Fortaleza de Jorge Thielen Armand. Le prix du public est remis au film Selva trágica de Yulene Olaizola.

## Jury

### Longs métrages
- Nicole Brenez , professeur, critique
- Patricia Mazuy, réalisatrice
- Malik Zidi, acteur

## Sélection

### En compétition
- Chico ventana también quisiera tener un submarino de Alex Piperno  Uruguay  Argentine  Brésil  Pays-Bas  Philippines
- La Fortaleza de Jorge Thielen Armand  Venezuela  Colombie
- La Verónica de Leonardo Medel  Chili
- Los Fantasmas de Sebastián Lojo  Guatemala  Argentine
- Lina de Lima de María Paz González  Chili  Pérou  Argentine (film d'ouverture)
- Ofrenda de Juan Mónaco Cagni  Argentine
- Se escuchan aullidos de Julio Hernández Cordón  Mexique
- Selva trágica de Yulene Olaizola  Mexique  France  Colombie
- Um Animal amarelo de Felipe Bragança  Brésil  Portugal  Mozambique

### Film de clôture
- Los Lobos de Samuel Kishi Leopo  Mexique

### Avant-Premières
- Vers la bataille de Aurélien Vernhes-Lermusiaux  France  Colombie
- En attendant le carnaval de Marcelo Gomes  Brésil
- Gaucho Basko de Carlos Portella Nunes  France
- Tous les morts (Todos os Mortos) de Caetano Gotardo et Marco Dutra  Brésil
- El Father Plays Himself de Mo Scarpelli  Venezuela

### Séance spéciale
- Serial Kelly de René Guerra  Brésil

## Palmarès

### Longs métrages
- Abrazo du meilleur film : Ofrenda de Juan Mónaco Cagni
- Prix du jury : La Fortaleza de Jorge Thielen Armand
- Prix du Syndicat Français de la critique de cinéma : Chico ventana también quisiera tener un submarino de Alex Piperno
- Prix du public : Selva trágica de Yulene Olaizola